# Walter Seidl
Walter Seidl (17. dubna 1905, Opava, Rakousko-Uhersko – 29. srpna 1937, Neapol, Italské království) byl slezský, německy píšící spisovatel, novinář a kritik, který pocházel z Opavy.

## Život
Ve třicátých letech psal hudební kritiky pro Prager Tagblatt. Zasloužil se o propagaci české hudby v zahraničí.
Jeho otcem byl politik a novinář Ferdinand Seidl.

## Spisy
- Wirbel in der Zirbeldrüse : Groteske Komödie in drei Akten, Baden-Baden : Merlin Verlag, 1930 – divadelní hra (spoluautor: Ottokar Winicky)
- Welt vor der Nacht : ein Mysterium der Zukunft, Baden-Baden : Merlin Verlag, 1930 – divadelní hra
- Romeo im Fegefeuer, Berlin : Erich Reiss Verlag, 1932 - román
- Der Berg der Liebenden : Erlebnisse eines jungen Deutschen, Leipzig ; Mährisch Ostrau : Julius Kittls Nachfolger, 1936 - román
- Einführung in die Geschichte des Bucheinbandes : Arbeits- und Prüfungsunterlage für den gehobenen Bibliotheksdienst, Wien : Österreichisches Institut für Bibliotheksforschung, 1971
- Der Berg der Liebenden : Erlebnisse eines jungen Deutschen, předmluva Dieter Sudhoff, Wuppertal : Arco, 2002, ISBN 3-9808410-1-4 – román

### České překlady
- Anastase a netvor Richard Wagner, překlad Alfons Breska, KDA, svazek 189, Praha : Kamilla Neumannová, 1930 – román